# Kardemummabulle

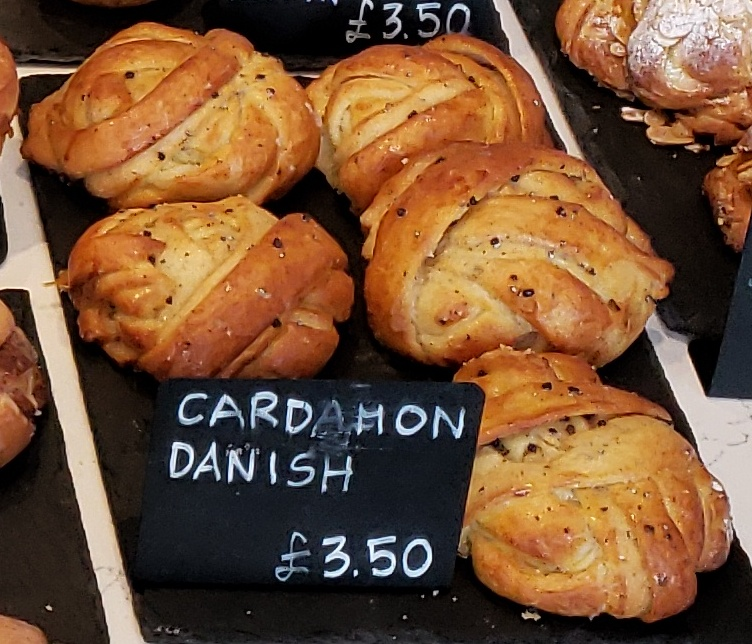
Kardemummabullar, na Inglaterra.

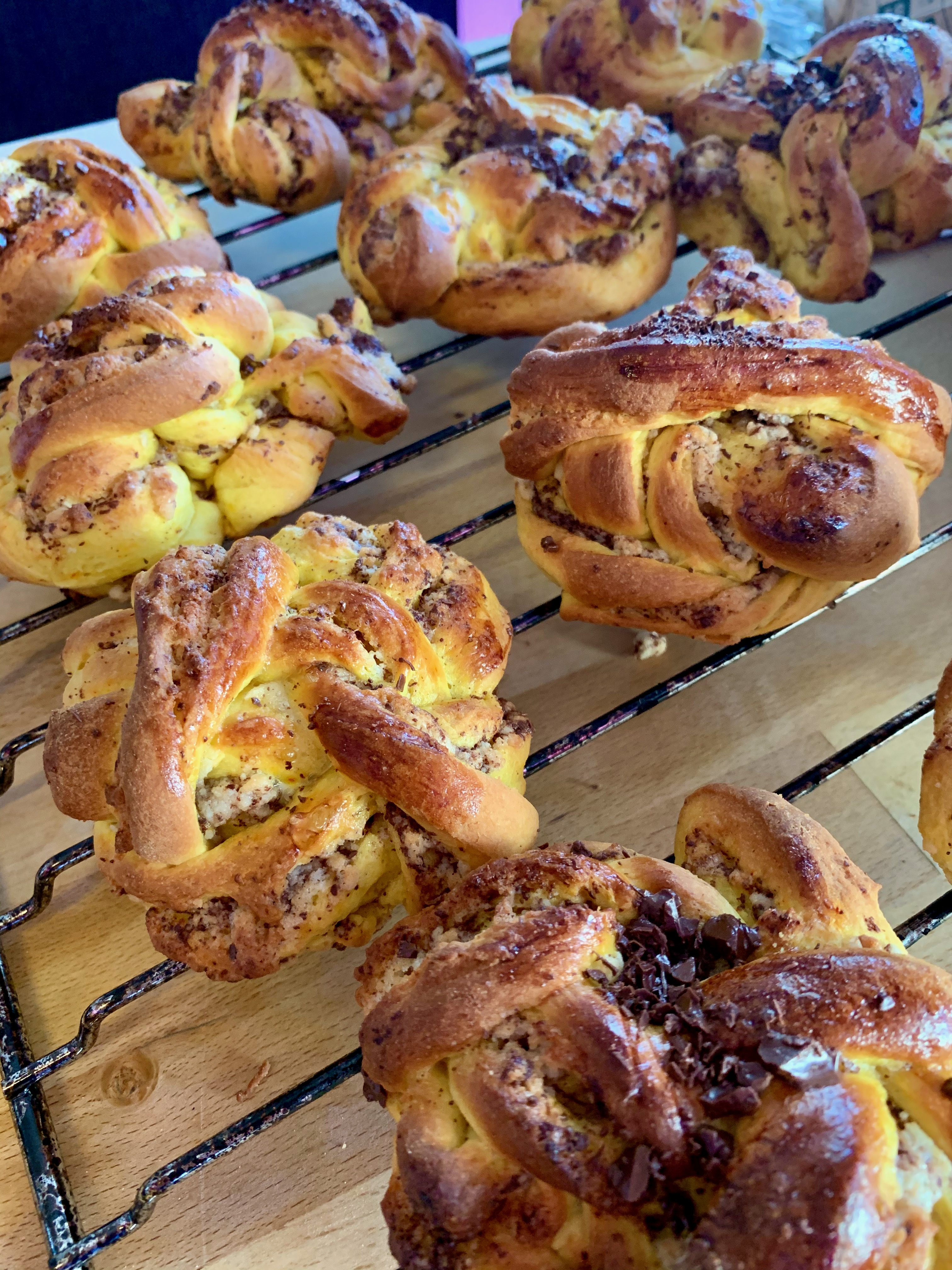
Saffransbullar, na Noruega.

Kardemummabulle (plural Kardemummabullar) 
é um bolo tradicional de pastelaria da culinária da Suécia. 
O seu nome significa, em português, bolo de cardamomo. 
Tal como o nome sugere, a preparação massa inclui cardamomo.
Para além deste ingrediente principal, pode incluir também baunilha, ovo, fermento, manteiga e leite.
A preparação envolve cortar a massa em tiras de tamanho idêntico (de carca de 2cm de largura). Cada tira corresponde a um bolo. Em seguida, é criado um nó com cada tira, para obter a forma final de cada um dos bolos. Por fim, vão ao forno, durante cerca de 45 minutos.
Existem algumas variações a esta receita. Entre estas, contam-se:
- Hallonbulle - preparado com framboesa e chocolate branco.[3]
- Choklad kardemummabulle - com recheio de chocolate.[4]
- Saffransbullar ou saffranssnurror - com açafrão na massa.[5][6]